# نادي توتي
نادي توتي الرياضي نادي سوداني لكرة القدم مقره في جزيرة توتي بالعاصمة الخرطوم، تأسس عام 1932. وهو واحد من أشهر الأندية الرياضية بالسودان . يلعب الفريق في الدوري السوداني الممتاز.

## اللاعبون الحاليون
ملاحظة: تشير الأعلام إلى المنتخب الوطني على النحو المحدد في قواعد الأهلية للفيفا. قد يحمل اللاعبون أكثر من جنسية واحدة غير تابعة للفيفا.
| الرقم | البلد   | المركز | اللاعب           |
| ----- | ------- | ------ | ---------------- |
| 1     | السودان | حارس   | اكرم الهادي سليم |
| 2     | السودان | مدافع  | عمر سفاري        |
| 3     | السودان | مدافع  | فتح الرحمن حسن   |
| 4     | السودان | مدافع  | وليد ابراهيم     |
| 43    | ليبيا   | مدافع  | عبدالمعز         |
| 5     | السودان | وسط    | جوناس سلمون د    |
| 6     | السودان | وسط    | موسى طة          |
| 7     | السودان | وسط    | عمر محمود عمارية |
| 8     | السودان | وسط    | عمر صولون        |
| 9     | السودان | وسط    | وليد ابراهيم     |
| 14    | السودان | وسط    | سامر الكدرو      |
| 12    | السودان | وسط    | وليد نبقة        |
| 41    | السودان | وسط    | يوسف الاحرار     |
| 9     | السودان | مهاجم  | ابراهيما كوالينا |
| 10    | السودان | مهاجم  | منتصر الربيع     |
| 11    | السودان | مهاجم  | صالح العجب       |
| 21    | السودان | مهاجم  | نادر الطيب       |
| 77    | السودان | مهاجم  | ودالجون          |